# Rue du Vieux Mayeur
La rue du Vieux Mayeur est une rue liégeoise qui va du quai de Rome à la place du Général Leman dans le quartier des Guillemins.
Elle a été créée au début du XXe siècle et s'est développée après l'exposition universelle de 1905.

## Architecture
La rue présente un ensemble important de maisons construites au début du XXe siècle dont une douzaine de style Art nouveau  et quelques immeubles à appartements construits après la Seconde Guerre mondiale (années 1950).
- architecte E. Fostroy : no 9, 11 et 13.
- architecte H. Halkin : no 47.
- architecte Paul Jaspar : no 38 (Maison Van der Schrick en 1905), 42 et 44 (Maison Jaspar).
- architecte J. Jorissen : no 25 et 27.
- architecte Joseph Nusbaum : no 51 (1908), 53 et 55 (Séquence Nusbaum).
- architecte Jean Poskin : no 12-18 (Résidence Europe, vers 1959) et Résidence César Franck (à l'angle du quai de Rome).
- architecte Arthur Snyers : no 50 (1906).

## Personnalités
- Bobby Jaspar, musicien de jazz, maison natale au no 44.

## Voies adjacentes
- Place du Général Leman
- Quai de Rome